# 鎌田哲哉
鎌田 哲哉（かまだ てつや、1963年2月20日 - ）は、北海道江別市大麻出身の文芸評論家。「重力」編集会議参加者。Q-project監査委員。HOWS（本郷文化フォーラムワーカーズスクール）講師。元北九州予備校講師（英語担当）。元早稲田大学非常勤講師。岡山県岡山市在住。現在岡山進研学院講師（英語担当）

## 略歴
北海道松前町生れ。北海道札幌南高等学校、東京大学法学部第三類（政治コース）卒業。1998年に「丸山真男論」で第41回群像新人文学賞評論部門を受賞。2001年批評空間投資事業有限責任組合（現在は解散）に有限責任組合員として参加。2001年に劇作家の可能涼介が提案した「重力」編集会議に参加し、2002年に刊行された『重力01』の編集責任者を務める。2005年に公開された井土紀州監督のヴィデオ・ドキュメンタリー『LEFT ALONE 1』に出演。編集・執筆した『LEFT ALONE 構想と批判』を2005年に刊行。岡山人民映画会に関与。2003年以来「Q-NAM問題」特集を『重力03』で準備中。

## 共著
- 『未完結の問い』大西巨人、作品社、2007

## 批評文
- 「丸山真男論」（『群像』1998年6月号）
- 「受賞の言葉」（『群像』1998年6月号）
- 「統整的理念の不可能性と不可避性──柄谷行人の「我慢」への疑問」（『批評空間』Ⅱ-21、1999.04）
- 「知里真志保の闘争」（『群像』1999年4月号）
- 「訂正その他」（『群像』1999年9月号）
- 「「卑しさ」と「正しさ」──山城むつみ『転形期と思考』」（『群像』1999年10月号）
- 「「ドストエフスキー・ノート」の諸問題──小林秀雄における言葉の分裂的な共存についての試論」（『批評空間』Ⅱ-24、1999.12）
- 「井土紀州の映画について」（『sagi times』2・1/2号／『LEFT ALONE 構想と批判』、2000.03）
- 「読解の絶えざる動揺／対象自体の「沈黙」の誘惑にとらわれる──大杉重男『小説家の起源　徳田秋聲論』」（『週刊読書人』2000年6月16日号）
- 「天国は降ってこない──島田雅彦『天国が降ってくる』解説」（講談社文芸文庫、2000.10）
- 「進行中の批評（1）NAMへの自立、NAMからの自立」（『早稲田文学』2001年1月号）
- 「『EUREKA』と「紀州ツアー」」（『ユリイカ』2001年2月号）
- 「「第二部」へのいくつかの提案──島田雅彦『彗星の住人』」（『群像』2001年3月号）
- 「進行中の批評（2）「東浩紀的なもの」の問題」（『早稲田文学』2001年3月号）
- 「ある謎の結晶を別の謎の結晶で多様に散乱させ翳らせる──可能涼介『はじまりのことば』」（『週刊読書人』2001年3月9日号）
- 「柄谷行人『〈戦前〉の思考』解説」（講談社学術文庫、2001.03）
- 「「カンナカムイの翼」についてのノート」（『情況』2001年5月号）
- 「進行中の批評（3）絓秀実は探している」（『早稲田文学』2001年7月号／『LEFT ALONE 構想と批判』）
- 「進行中の批評（4）「重力」の前提」（『早稲田文学』2001年9月号／『重力01』〔抄録〕）
- 「有島武郎のグリンプスA──内村鑑三との闘争」（『批評空間』Ⅲ-1、2001.09）
- 「定説の破壊──絓秀実『「帝国」の文学』」（『群像』2001年11月号／『LEFT ALONE 構想と批判』）
- 「進行中の批評（5）批評と放蕩──自称坊や哲の、よく肥えたドサ健に対する、「勇気」についての疑問」（『早稲田文学』2002年1月号）
- 「橋川文三──一人のautodidacte」（『文學界』2002年2月号）
- 「「ドストエフスキー・ノート」の諸問題（続）」（『重力01』、2002.02）
- 「準備のためのノート──江藤淳「小林秀雄」における読解の基礎原理の破壊」（『重力01』、2002.02）
- 「山城むつみ「小林批評のクリティカル・ポイント」について」（『重力01』、2002.02）
- 「有島武郎のグリンプスB──『或る女』についてのノート」（『批評空間』Ⅲ-3、2002.03）
- 「日米安保破棄をプログラムするために──憲法第9条のグローバリゼーション」（『理戦』68、2002.03）
- 「『柄谷行人初期論文集』書評」（Web CRITIQUE 2002、2002.04）
- 「進行中の批評（6）松本圭二の重力と卵巣」（『早稲田文学』2002年5月号）
- 「内藤裕治への感謝」（『新潮』2002年8月号）
- 「進行中の批評（最終回）A LETTER FROM N43°」（『早稲田文学』2002年11月号）
- 「有島武郎のグリンプスC──論争の問題、自殺の問題」（『重力02』、2003.03）
- 「大西さんへの鎌田からの往信」（『重力02』、2003.03）
- 「西部忠への返信」（『重力02』、2003.03）
- 「「闇斎学と闇斎学派」について」（『新現実』vol.2、2003.03）
- 「野良猫と山猫──星野智幸『ファンタジスタ』」（『新潮』2003年6月号）
- 「アウェーにおける「九勝六敗」──『色川武大・阿佐田哲也エッセイズ 1 放浪』解説」（ちくま文庫、2003.06）
- 「大西巨人『三位一体の神話（下）』解説」（光文社文庫、2003.07）
- 「京都オフライン会議議事録・西部柄谷論争の公開」（2003.11）
- 「卑小なものと崇高なもの──『神聖喜劇』における描写の問題（序）」（『季刊d/SIGN』no.6、2004.01）
- 「連載「大西巨人氏に聞く」インタビューを終えて──「求めし所」求める／対等な土俵の上に立ち考えたこと」（『週刊読書人』2004年9月24日号）
- 「「現在」として反復される「過去」」（『思想運動』No.724、2004.10）
- 「大西巨人のダイナモ」（『IN・POCKET』2005年1月号）
- 「「連絡船」としての短編小説──大西巨人『五里霧』解説」（講談社文芸文庫、2005.01）
- 「編者序文（刊行の経緯）」（『LEFT ALONE 構想と批判』、2005.02）
- 「途中退場者の感想──「LEFT ALONE」批判」（『LEFT ALONE 構想と批判』、2005.02）
- 「一つの症候／対象に直面したと錯覚することを通じての、対象が提起する問題からの満足気な遁走──『ヒトラー～最期の12日間～』」（『映画芸術』NO.412、2005.07）
- 「「叢書重力」刊行によせて」（web重力、2005.10）
- 「「叙事的演劇」としての批評──湯地朝雄『政治的芸術』」（『社会評論』No.146、2006.07）
- 「NAM会員へのメール①」（web重力、2006.10）
- 「NAM会員へのメール②」（web重力、2006.10）
- 「自立的な「活動」と「創設」の可能性を探る──『神聖喜劇』が問いかけていること」（『Senki』1245号、2007.06）
- 「『感想』の挫折とその公刊拒否の理由を明晰かつ説得的に提示──水谷真人『批評と文芸批評と　小林秀雄「感想」の周辺』」（『週刊読書人』2007年10月26日号）
- 「統合の余地のない「地獄」の複数性──大西巨人『地獄篇三部作』」（『思想運動』No.792、2007.11）
- 「大西巨人『深淵（下）』解説」（光文社文庫、2007.11）
- 「「絞りたての牛乳」としての初期批評」（『大西巨人・走り続ける作家』、2008.11）
- 「私は田舎者であり、へばのをへばのという──『六ヶ所村ラプソディー』と『へばの』における「安全地帯」の差異」（『へばの』パンフレット、2009.01）
- 「『探究・第二次「政治と文学」論争』を読む──「政治と文学」論争の新たな反復のために」（『社会評論』No.158、2009.07）
- 「『思想運動』に学びたいことと注文したいこと」（『思想運動』No.830、2009.07）
- 「「新しい物語」のために──松村浩行への手紙」（『TOCHKA』パンフレット、2009.10）
- 「「地獄への道」を拒否する「楕円」／政治批評の最高傑作──武井昭夫『“改革”幻想との対決　武井昭夫状況論集2001‐2009』」（『週刊読書人』2010年1月8日(1日合併)号）
- 「「歌」の運命──武井昭夫さんのこと」（『週刊読書人』2010年10月1日号）
- 「いかにして自らを瞿秋白に作るか／竹内が仮構したパラダイムを命がけで破壊──浅川史『魯迅文学を読む　竹内好『魯迅』の批判的検証』」（『週刊読書人』2011年3月4日号）
- 「「創造」＝「批評」運動の再生のために」（『社会評論』No.165、2011.04）
- 「芸術運動は絶え間なく「真理」を目指す──竹内「魯迅」の根本的破壊を可能にしたもの」（『社会評論』No.166、2011.07）
- 「「岡山人民映画会」は何を歌うか──上映企画「「歌」よ生まれよ」のための走り書き」（岡山人民映画会、2011.09）
- 「作品紹介」（岡山人民映画会、2011）
- 「芸術運動は絶え間なく「真理」を目指す(続き)──特に花田の魯迅批評の広がりについて」（『社会評論』No.167、2011.10）
- 「解説＝『ひろば』の火種とそれに続く明日」（岡山人民映画会、2011.10）
- 「なんだか汚い。二度とこういうものに触れられたくない。（あるネットおたくへのメール）」（岡山人民映画会、2011.11）
- 「「「プロレタリア独裁」まであと一歩」はどこに消えたか？──中島一夫への答え」（『週刊読書人』2012年4月13日号）
- 「武井昭夫と荒川源吾(上)──我々はサークル誌をなぜ読み、なぜ書くのか」（『社会評論』No.169、2012.04）
- 「『よろこび』について──若者としての映画作家の肖像」（HOWS講座上映と討論会　松村浩行監督作品『よろこび』と『YESMAN／NOMAN／MORE YESMAN』、2012.05）
- 「「批評の不在」は何を傷つけるか──金山明子の『サークル誌の時代』書評について」（『思想運動』No.893、2012.06）
- 「武井昭夫と荒川源吾(中)──特に『ひろば』と『文芸雨竜』の批評的協働について」（『社会評論』No.170、2012.07）
- 「「量は少なくても、質のよいものを！」（編集部付記）」（岡山人民映画会、2012.09）
- 「「転向ファシスト」の文章──全てのマルチン・ターラーのために」（『デルクイ』vol.02、2013.11）
- 「追悼　大西巨人さん／いかなる人間も対等／ぎりぎりの快活さ」（『西日本新聞』2014年3月14日朝刊）
- 「耐えるべき「長命」──大西巨人さんのこと」（『京都新聞』2014年3月18日朝刊他[5]）
- 「「黒い男」はどこにいるか──新田進の焼身自殺について」（『週刊読書人』2015年2月20日号）
- 「革命運動の精神──特にその時間性の問題」（『季刊メタポゾン』第11号、2017.12）
- 「「長町」と「釜ヶ崎」──この映画と上田秋成の結びつきについて」（『CALDRONS』第1号、2017.12）
- 「木村文洋のりんご」（『息衝く』パンフレット、2018.02）
- 「革命運動の精神2──新元号下の「異安心」の課題」（『週刊読書人』2019年8月30日号）
- 「表町通信・1月　ローザ・ルクセンブルクの頭蓋骨」（『週刊読書人』2020年1月3日❲12月27日合併❳号）
- 「表町通信・2月　「革命的ジャーナリズム」とは何か、それをいかに再生すべきか」（『週刊読書人』2020年2月7日号）
- 「表町通信・3月　「革命的ジャーナリズム」とは何か、それをいかに再生すべきか（続き）」（『週刊読書人』2020年3月6日号）
- 「表町通信・4月　「革命的ジャーナリズム」とは何か、それをいかに再生すべきか（その3）」（『週刊読書人』2020年4月3日号）
- 「表町通信・5月　一回休み──強いられた「自粛」から自発的大衆ストライキへの転化について」（『週刊読書人』2020年5月8日❲5月1日合併❳号）
- 「表町通信・6月　委員長が帰らない大衆ストのこと──『未来』と『前進』について」（『週刊読書人』2020年6月5日号）
- 「表町通信・7月　花田清輝はいかにローザを再創造したか──第四インターの紙誌について」（『週刊読書人』2020年7月3日号）
- 「表町通信・8月　長い足跡の一番後ろに立つこと──『かけはし』の沖縄報告について」（『週刊読書人』2020年8月7日号）
- 「表町通信・9月　長い足跡の一番後ろに立つこと──『かけはし』の沖縄報告について（続き）」（『週刊読書人』2020年9月4日号）
- 「表町通信・10月　歴史が「幾多の他の方向に進むべき機会」を語り始める時」（『週刊読書人』2020年10月9日号）
- 「表町通信・11月　沖縄における大衆運動の危機──その二つの志向性について」（『週刊読書人』2020年11月13日号）
- 「表町通信・12月　結語──「革命的ジャーナリズム」の未来のために」（『週刊読書人』2020年12月4日号）
- 「表町通信補遺　団員諸君、請う加餐せよ！」（『週刊読書人』2020年12月18日号）
- 「批評のサンチョ・パンザ化について──青い視野の書評　『絓秀実コレクション1・2』（blueprint）刊行を機に」（『週刊読書人』2023年8月11日号）
- 「「推理」とそれを生み出すもの──『獄門島』からの報告　山口直孝著『大西巨人論　マルクス主義と芸術至上主義』」（『週刊読書人』2024年4月19日号）

## 座談
- 「いま批評の場所はどこにあるのか」（東浩紀・福田和也・浅田彰・柄谷行人、『批評空間』Ⅱ-21、1999.03）
- 「批評と運動」（山城むつみ・浅田彰・柄谷行人、『批評空間』Ⅱ-25、2000.03）
- 「中上健次の重力、それ以後──『中上健次選集』全12巻（小学館）／『中上健次と熊野』（太田出版）刊行を機に」（星野智幸・青山真治・可能涼介、『週刊読書人』2000年8月11日号）
- 「二〇〇〇年の中上健次──秋幸三部作を読み直す」（青山真治・浅田彰・絓秀実・高澤秀次・星野智幸、『早稲田文学』2000年11月号）
- 「文学と運動──二〇〇一年と一九六〇年の間で」（柄谷行人・高澤秀次、『文學界』2001年1月号）
- 「飛躍と転回──二一〇〇年に向かって」（柄谷行人・高澤秀次、『文學界』2001年2月号）
- 「小林秀雄を批評する──第五次『小林秀雄全集』（新潮社）の刊行を機に」（山城むつみ・大杉重男、『週刊読書人』2001年4月27日号）
- 「江藤淳と私たち」（福田和也、『リトルモア』Vol.18 AUTUMN／福田和也著『スーパーダイアローグ』、2001.09）
- 「発刊討議　「重力」は何をしようとしているのか？（前・後）」（市川真人・井土紀州・大杉重男・可能涼介・西部忠・松本圭二、『重力01』、2002.02）
- 「インタヴュー　雑誌、同人誌の構想と現実　絓秀実」（絓秀実・大杉重男、『重力01』、2002.02）
- 「インタヴュー　雑誌、同人誌の構想と現実　内藤裕治」（内藤裕治・市川真人、『重力01』、2002.02）
- 「文壇政治屋を撃つ──『重力』の刊行を機に」（石川忠司、『週刊読書人』2002年3月29日号）
- 「「重力」再創設──02へ向けて」（浅田彰・大塚英志・福田和也・松本圭二・大杉重男、青山ブックセンター本店カルチャーサロン青山、2002年5月18日）
- 「1968年の「重力」」（絓秀実・井土紀州・大杉重男・大澤信亮・沖公祐、青山ブックセンター本店カルチャーサロン青山、2003年4月6日）
- 「共同討議1　一九六八年革命について」（絓秀実・井土紀州・大澤信亮・大杉重男・沖公祐、『重力02』、2003.04）
- 「共同討議2　一九六八年革命と現代詩」（稲川方人・絓秀実・松本圭二・井土紀州、『重力02』、2003.04）
- 「「重力01」作品合評会」（中島一夫・井土紀州・沖公祐・大澤信亮・大杉重男、『重力02』、2003.04）
- 「小ブル急進主義は原理たりうるか」（絓秀実、『LEFT ALONE 構想と批判』、2005.02）
- 「大西巨人の文学を語る」（山口直孝、東京堂書店神田本店、『社会評論』No.150、2007.04）
- 「文学の力、非暴力の力」（大西巨人、HOWS08年前期開講講座、『社会評論』No.154、2008.07）
- 「TOCHKA TALK」（松村浩行・吉川正文、EUROSPACE、2009.11）
- 「「真実」の力、「思想」の息吹き──『武井昭夫状況論集』全四巻の完結を機に」（武井昭夫、『週刊読書人』2010年8月27日号／武井昭夫著『創造としての革命　運動族の文化・芸術論』）
- 「大西巨人氏に聞く──「闘争」としての「記録」」（大西巨人・山口直孝・飯島聡、『二松學舍大学人文論叢』第86輯、2011.03）
- 「『ひろば』における批評精神──芸術運動の生まれる場所」（荒川源吾・田代ゆき、『社会評論』No.165、2011.04）
- 「大西巨人氏・大西赤人氏に聞く──浦和高校入学拒否事件をめぐって」（大西巨人・大西赤人・大西美智子・山口直孝・田代ゆき、『二松學舍大学人文論叢』第87輯、2011.10）
- 「「批評精神」よ生まれよ」（松村浩行・田代ゆき・田中芳秀、『週刊読書人』2012年2月17日号）
- 「大西巨人短歌自註「秋冬の実」第5回（番外編）」（大西巨人・大西赤人・大西美智子・山口直孝・田代ゆき、『季刊メタポゾン』第5号、2012.03）
- 「大西巨人の革命と文学」（山口直孝・田代ゆき、『週刊読書人』2014年5月30日号）
- 「独演（座談会失敗）」（『人民の敵』第12号、2015.09）
- 「「依法不依人」について──『息衝く』における宗教と政治」（木村文洋、『Resurrections』2018.06）